# Sonet 92 (William Szekspir)

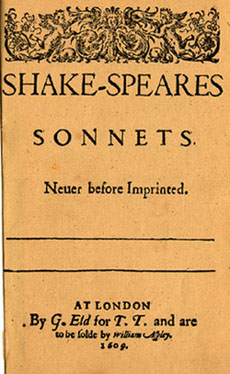
Strona tytułowa pierwszego wydania sonetów Shakespeare’a

Sonet 92 (Lecz czyń najgorsze, próbuj uciec skrycie) – jeden z cyklu sonetów autorstwa Williama Shakespeare’a. Po raz pierwszy został opublikowany w 1609 roku.
Odwołuje się także do utworu bezpośrednio go poprzedzającego.

## Treść
W sonecie tym podmiot liryczny, którego część badaczy utożsamia z autorem, deklaruje swoje oddanie tajemniczemu młodzieńcowi. Stwierdza także, że jest gotów znieść wszystko, byle tylko odzyskać jego miłość i cieszy się, że mógł być szczęśliwym u jego boku.